# Gentofte Kommune
Gentofte Kommune er en københavnsk forstadskommune under Region Hovedstaden, beliggende ud til Øresund øst for kommunen. Mod syd grænser kommunen op til Københavns Kommune, mod nord til Lyngby-Taarbæk Kommune, mod vest til Gladsaxe Kommune.
I forbindelse med Kommunalreformen er kommunen forblevet selvstændig og har gennem årtier været landets rigeste kommune målt på husstandsindkomster og friværdier.
Gentofte Kommune består af bydelene Charlottenlund, Dyssegård, Gentofte, Hellerup, Jægersborg, Klampenborg, Ordrup, Skovshoved og Vangede, som alle domineres af villabebyggelse. Et kuriosum er, at kommunens rådhus ikke ligger i Gentofte By, men derimod i Charlottenlund.

## Navnet
Fra 1100-tallet kendes stavemåderne Giafnetofth og Giafnatofte. I et brev sendt til ærkebiskop Absalon i 1198 ses formen Gefnetofte. I 1300-tallet ses formerne Gyefnætoftæ, Gefnnetoftæ og Gemnethoptha. I 1400-tallet ses Gewntofte, Gewentoffta og Geffuentofftte. I 1600-tallet er det blevet til Jentofte og Gientoffte. (Fra 1300-tallet kendes også det overraskende Gunnitofft, og i et brev fra 1507 Vennetofft.) I løbet af 1800-tallet afløstes stavemåden Gjentofte gradvis af det moderne Gentofte. Forstavelsens betydning fremgår af Gentofte Søs gamle navn. På norrønt hed søen *Giofn, afledt af roden i verbet "at give", med betydningen "den givende"; i denne sammenhæng "den fiskerige".
I den kommunale vejviser og kommunalbestyrelsens forhandlinger skete skiftet fra stavemåden "Gjentofte" til "Gentofte" først i 1948.

## Historie
Der er for få eller ingen kildehenvisninger i denne artikel, hvilket er et problem. Du kan hjælpe ved at angive troværdige kilder til de påstande, som fremføres i artiklen.

De fleste bydele i Gentofte Kommune har navn efter de gamle landsbyer eller bebyggelser, der lå i området siden middelalderen og tidligere. Kommunens ældste bebyggelse er Gentofte Kirke, som menes af være opført i slutningen af 1100-tallet, hvor kirkebyggeriet i Danmark var præget af stor aktivitet. Gentofte landsby har sandsynligvis eksisteret siden vikingetiden, hvorfra der stammer mange stednavne med endelsen -toft. Også Ordrup og Vangede har været landsbyer langt tilbage i historien.
I løbet af 1600-tallet blev både Charlottenlund Skov og Dyrehaven populære udflugstmål for Københavns indbyggere. Som mange andre af datidens hellige kilder tiltrak Kirsten Piils kilde i Dyrehaven mange valfartende, som håbede på at kildens vand ville helbrede sygdomme og skavanker. I Charlottenlund Skov (oprindelig kaldt "Dyrehaven ved Ibstrup") fandtes der siden 1660'erne kongeligt privilegerede værtshuse, som var mål for mange københavneres lystture i 1600- og 1700-tallet.
I 1700- og 1800-tallet byggedes kongelige småslotte og adelige lyststeder som Jægersborg Slot, Charlottenlund Slot, Bernstorff Slot og Emiliekilde. Den kongelige og adelige tilstedeværelse gjorde området attraktivt for velbeslåede københavnere, som anlagde mange landsteder og sommerresidenser. Efterhånden udviklede området sig til forstadskvarterer, godt hjulpet på vej af jernbaneforbindelserne til det indre København.
Gentofte Kommune er præget af, at området tidligt blev urbaniseret i forhold til andre københavnske forstæder, og den veludbyggede infrastruktur har været afgørende for kommunes udvikling; den er i dag præget af driftige handelsstrøg, store villakvarter, hovedgader med etagebebyggelse samt grønne områder.

## Erhverv
Gentofte Kommune består langt overvejende af beboelseskvarterer, hvor mange beboere har deres erhverv i København. Detailhandel er koncentreret omkring bydelenes hovedgader: Gentoftegade, Jægersborg Allé, Ordrupvej, Strandvejen i Hellerup, samt Vangede Bygade. Områdets bebygningsgrad har ikke levnet plads til større indkøbscentre, bortset fra området ved Nybrovej og Lyngbyvej, hvor Ikea og andre større forretningskæder har afdelinger. I 2007 åbnede indkøbscentret Waterfront Shopping i Tuborg Havn.
Kommunens bebygningsgrad har ligeledes vanskeliggjort større industri. De største produktionsvirksomheder har i nyere tid været medicinalvirksomheden Nordisk Gentofte, som ved fusion med Novo i 1989 dannede Novo Nordisk. Tuborg havde i mange år bryggeri i Hellerup, men produktionen flyttede i 1996, og det gamle bryggeriområde er ved at blive omdannet til kontor- og boligområde.

## Politik
Siden 1934 har Gentoftes borgmestre været konservative. Partipolitisk er De Konservative det største parti i Gentofte, og partiet har i årtier haft absolut flertal i kommunalbestyrelsen.
Blandt de valgte til kommunalbestyrelsen har været den tidligere agent for Politiets Efterretningstjeneste Julie Szabad, der sad fra 1984 til 1990 for partiet De Grønne.
Siden midten af 1990'erne har Gentofte Kommune tiltrukket sig mediebevågenhed i forbindelse med at kommunalbestyrelsen gennem flere år ikke har ønsket at huse flygtninge i samme omfang som Storkøbenhavns øvrige kommuner. Som årsager dertil har Gentoftes borgmester Hans Toft fremhævet, at Gentofte ikke råder over socialt boligbyggeri i samme omfang som andre kommuner, samt at kommunens høje bebygningsgrad gør det vanskeligt at finde arealer til at bygge flygtningeboliger. Kommunen begyndte i 2004 at opføre flygtningeboliger på et areal midt i forgreningen mellem Lyngby- og Helsingørmotorvejene, hvor også S-togs jernbanen mod Hillerød løber.

### Kommunalvalg 2005, 2009 og 2013
Ved kommunalvalget 15. november 2005 fik kommunalbestyrelsen atter absolut konservativt flertal. Ved valget opnåede De Konservative ni ud af 17 pladser i kommunalbestyrelsen. Ved kommunalvalget i 2005 vakte den kendte skuespiller Charlotte Sachs Bostrup desuden opsigt ved først at stille op for Det Radikale Venstre, men ved efterfølgende at nedlægge sit mandat ved at flytte ud af kommunen. Eller sagt på en anden måde: Hun erklærede på forhånd, at hun ikke var interesseret i at blive valgt, men hun blev valgt ind med et personligt stemmetal på 265 stemmer. Fordi de Radikale i Gentofte bruger sideordnet opstilling, er det den eller de, der har de højeste personlige stemmetal der bliver valgt, uanset deres placering på listen. Charlotte Sachs Bostrup blev efter en del polemik og en proformaflytning til Københavns Kommune fritaget for byrådsarbejdet.
Ved kommunalvalget i 2009 opnåede De Konservative endnu engang absolut flertal, da partiet opnåede 10 ud af 19 pladser i kommunalbestyrelsen.
Ved kommunalvalget 2013 opnåede De Konservative atter absolut flertal.

### Valgresultater efter år
| 5 | 10 |

| 14 |

| 4 | 1 | 10 |

| 14 |

| 4 | 1 | 10 |

| 14 |

| 4 | 1 | 10 |

| 14 |

| 4 | 1 | 10 |

| 14 |

| 4 | 1 | 3 | 7 |

| 13 |

| 4 | 1 | 10 |

| 13 |

| 4 | 1 | 10 |

| 13 |

| 4 | 1 | 10 |

| 13 |

| 3 | 1 | 9 | 1 | 1 |

| 14 |

| 3 | 1 | 11 | 2 |

| 15 |

| 4 | 12 | 1 |

| 16 |

| 3 | 13 | 1 |

| 15 |

| 3 | 14 |

| 15 |

| 2 | 13 | 1 | 1 |

| 15 |

| 3 | 2 | 12 |

| 12 | 5 |

| 3 | 1 | 11 | 1 | 1 |

| 12 | 5 |

| 2 | 9 | 3 | 1 | 1 | 1 |

| 11 | 6 |

| 2 | 9 | 5 | 1 |

| 11 | 6 |

| 2 | 9 | 1 | 1 | 4 |

| 11 | 6 |

| 2 | 8 | 1 | 1 | 3 | 1 | 1 |

| 10 | 7 |

| 2 | 9 | 1 | 3 | 2 |

| 11 | 6 |

| 2 | 1 | 9 | 1 | 2 | 2 |

| 11 | 6 |

| 1 | 1 | 10 | 1 | 2 | 2 |

| 9 | 8 |

| 2 | 2 | 9 | 1 | 1 | 2 |

| 8 | 9 |

| 3 | 2 | 10 | 2 | 2 |

| 9 | 10 |

| 3 | 1 | 11 | 1 | 2 | 1 |

| 8 | 11 |

| 2 | 1 | 13 | 1 | 1 | 1 |

| 8 | 11 |

| 2 | 2 | 12 | 1 | 1 | 1 |

| 8 | 11 |

| 2 | 1 | 12 | 1 | 2 | 1 |

| 8 | 11 |

| Navn                          | Parti                                     |
| ----------------------------- | ----------------------------------------- |
| Michael Fenger (Borgermester) | Det Konservative Folkeparti - 12 mandater |
| Andreas Weidinger             | Det Konservative Folkeparti - 12 mandater |
| Pia Nyring                    | Det Konservative Folkeparti - 12 mandater |
| Christina Wex                 | Det Konservative Folkeparti - 12 mandater |
| Stig Wall                     | Det Konservative Folkeparti - 12 mandater |
| Teit Andersen                 | Det Konservative Folkeparti - 12 mandater |
| Britta Riis                   | Det Konservative Folkeparti - 12 mandater |
| Malene Brandt                 | Det Konservative Folkeparti - 12 mandater |
| Karen Riis Kjølbye            | Det Konservative Folkeparti - 12 mandater |
| Katja S. Johansen             | Det Konservative Folkeparti - 12 mandater |
| Jesper Marcus                 | Det Konservative Folkeparti - 12 mandater |
| Anton Brüniche-Olsen          | Det Konservative Folkeparti - 12 mandater |
| Marie Brixtofte               | Radikale Venstre - 2 mandater             |
| Kristine Kryger               | Radikale Venstre - 2 mandater             |
| Søren Heisel                  | Socialdemokratiet - 2 mandater            |
| Anne Hjorth                   | Socialdemokratiet - 2 mandater            |
| Helene Brochmann              | Socialistisk Folkeparti - 1 mandat        |
| Morten Løkkegaard             | Venstre - 1 mandat                        |
| Jeanne Toxværd                | Enhedslisten - 1 mandat                   |

| Navn            | Skiftet fra      | Skiftet til | Dato           |
| --------------- | ---------------- | ----------- | -------------- |
| Marie Brixtofte | Radikale Venstre | Venstre     | 11. april 2023 |

| Udtrådt           | Indtrådt          | Parti                       | Dato              |
| ----------------- | ----------------- | --------------------------- | ----------------- |
| Jeanne Toxværd †  | Frederik Dehlholm | Enhedslisten                | 29. august 2022   |
| Andreas Weidinger | Ann Sophie Friis  | Det Konservative Folkeparti | 19. december 2023 |
| Kristine Kryger   | Ane Palsberg      | Radikale Venstre            | 19. december 2023 |

### Liste over borgmestre
Gentofte Kommune har haft følgende politiske ledere gennem tiden, der undertiden har båret forskellige titler. Fra 1841 var man formand for sogneforstanderskabet, fra 1867 sognerådsformand og fra 1934 borgmester.
| #  | Periode                         | Navn                         | Parti                       |
| -- | ------------------------------- | ---------------------------- | --------------------------- |
| 1  | 1842                            | G.F. Lindorff                |                             |
| 2  | 1868–1873                       | W.C.E. Sponneck              | Uden for partierne          |
| 3  | 1888-1900                       | Niels Andersen               | Højre                       |
| 4  | 1901-1907                       | Theodor Heinrich Otto Krüger | Højre                       |
| 5  | 1907-1909                       | Morten Thorsen               | Højre                       |
| 6  | 1909-10. april 1934             | Hans Parkov (død i embedet)  | Det Konservative Folkeparti |
| 7  | 17. april 1934 - 31. marts 1955 | Aage E. Jørgensen            | Det Konservative Folkeparti |
| 8  | 1. april 1955 - 31. marts 1966  | A.L. Østerberg               | Det Konservative Folkeparti |
| 9  | 1. april 1966 - 31. marts 1970  | Børge Sieverts               | Det Konservative Folkeparti |
| 10 | 1. april 1970 - 31. marts 1984  | Jørgen Gotfredsen            | Det Konservative Folkeparti |
| 11 | 1. april 1984 - 31. marts 1993  | Birthe Philip                | Det Konservative Folkeparti |
| 12 | 1. april 1993 - 17. maj 2021    | Hans Toft                    | Det Konservative Folkeparti |
| 13 | 17. maj 2021 - nu               | Michael Fenger               | Det Konservative Folkeparti |

## Grønne områder
Til forskel fra de øvrige københavnske forstadskommuner, og på baggrund af en tidlig byudvikling, fremstår Gentofte Kommune i dag som stort set fuldt udbygget. Selv om kommunen mod nord grænser op til Jægersborg Dyrehave, findes der ikke megen vild natur tilbage i området. To undtagelser er dog Ermelunden i Jægersborg og Gammelmose i udkanten af Vangede. Af større parker kan nævnes Bernstorff Park, Charlottenlund Slotspark og Gentofte Sø.
I Gentofte ligger også Dyssegårdsparken og Gentofte Rende. Sikringen af Gentofte Rende som rekreativt område går tilbage til Københavnsegnens grønne Omraader fra 1936. Allerede på den tid blev det forudset, at den fremadskridende byudvikling gjorde det nødvendigt i tide at sikre større grønne parkområder, der skulle sikres adgang til via grønne korridorer. Som et sådant større parkområde sås Ermelunden og Dyrehaven, og Gentofte Rende skulle via Gentofte Sø sikre denne forbindelse; mod syd skulle der sikres forbindelse til Utterslev Mose.

## Folkeskole
Uddannelsespolitisk har Gentofte Kommune tiltrukket sig opmærksomhed efter åbningen af den nybyggede Hellerup Skole i 2002, hvor både skolelokaler og pædagogisk linje blev omlagt efter nye og hidtil uprøvede idéer, formuleret i SKUB-projektet.

## Sport
Gentofte Kommune blev i 2009 valgt til Årets Idrætskommune. Blandt kommunens førende idrætsforeninger tæller blandt andre SISU, HIK, Gentofte Stars, Gentofte Volley, Copenhagen Towers og Gentofte Badminton Klub.
Dertil findes to skateboardbaner Helligdommen og Holmehaven. Helligdommen ligger direkte nord for Gentofte Stadion og betegnes som et BKO – bevægelses klart område og tilbyder udover 2500 kvm skatepark, street basketball, bordtennis, pana fodbold (2 mod 2) samt udendørs fitness. Helligdommen åbnede i maj 1998 og blev opført på baggrund af initiativ fra Teit Andersen som søgte penge til banen fra Ungdomspuljen og Lokale- og Anlægsfonden. Helligdommen skatepark er i dag et af de mest aktive områder i kommunen. Holmehaven ligger i bydelen Vangede mellem Lyngbyvejen og Tværbommen, nær Ikea. Parken Holmehaven er en mindre offentlig park som i folkemunde betegnes "Dalen" og var i sin tid en grusgrav som senere blev beplantet. Skateparken i Holmehaven er ca 900 kvm åbnede i Juni 2004 og blev bygget på baggrund af initiativ fra Vangede Fritidscenter. GHB Landskab stod for design og udførelse under designrådgivning fra Teit Andersen.